# Lista volumelor publicate în Colecția Nautilus

Primul volum al colecției Vînătorul de recompense (Visează androizii oi electrice?) de Philip K. Dick a apărut în 1992

Colecția Nautilus de la editura Nemira a fost cea mai longevivă colecție de literatură science-fiction, fantasy și horror din România (după 1989), cu peste 200 de titluri individuale publicate. A introdus în România autori și serii celebre ca: Stephen King, Frank Herbert (Dune), Isaac Asimov (Fundația), Orson Scott Card (Ender), George R. R. Martin etc. De-a lungul anilor colecția a fost coordonată de Vlad Popescu, Emil Bărbulescu, Ștefan Ghidoveanu și Mihai-Dan Pavelescu.
Primul volum al colecției a fost Vînătorul de recompense (Visează androizii oi electrice?) de Philip K. Dick, acesta a apărut în 1992. Au fost publicate peste 500 de titluri science-fiction, fantasy și horror și include și serii de autor - George R.R. Martin, Philip K. Dick, Orson Scott Card, Arthur C. Clarke, Suzanne Collins, Vernor Vinge, Dan Simmons, Peter F. Hamilton.
Din 15 octombrie 2018 editura a început să publice cărți science-fiction, fantasy, thriller și horror sub o nouă denumire, Armada.
În continuare este prezentată lista volumelor publicate în Colecția Nautilus:

## 1992 - 2003
Între anii 1992 și 2003 au fost publicate 182 de numere ale Colecției Nautilus (numerele 145-148, 174 si 186 nu au apărut). Unele dintre romanele apărute au fost reeditate de două sau mai multe ori, uneori cu același număr (cum e cazul Fundației sau ediției a doua și a treia din Dune), alteori cu un număr diferit (alte ediții ale seriei Dune sau romanul Doando). Planul de publicare proiectat pe câteva numere înainte a făcut ca unele numere să apară la un an după un număr ulterior, sau chiar ca unele numere să nu mai apară deloc. Începând cu numărul 177, colecția a schimbat designul copertei.
| Nr.     | Autor(i)                                 | Titlu                                      | Titlu original                               | Traducător(i)                               | Data apariției | Note / Ref.                                                |
| ------- | ---------------------------------------- | ------------------------------------------ | -------------------------------------------- | ------------------------------------------- | -------------- | ---------------------------------------------------------- |
| 1       | Philip K. Dick                           | Vînătorul de recompense                    | Do Androids Dream of Electric Sheep?         | Ștefan Ghidoveanu                           | 1992           | reeditat în 2005 cu titlul Visează androizii oi electrice? |
| 2       | Gérard Klein                             | Seniorii războiului                        | Les seigneurs de la guerre                   | Vladimir Colin                              | 1992           |                                                            |
| 3       | A. E. van Vogt                           | Făuritorii de arme                         | The Weapon Makers                            | Andrei Bantaș                               | 1992           |                                                            |
| 4       | A. E. van Vogt                           | Arsenalele din Isher                       | The Weapon Shops of Isher                    | Andrei Bantaș                               | 1992           |                                                            |
| 5       | Norman Spinrad                           | Solarienii                                 | The Solarians                                | Antoaneta Ralian                            | 1992           |                                                            |
| 6       | Frank Herbert                            | Dune vol. 1                                | Dune                                         | Ion Doru Brana                              | 1992           | reeditat în 1993, 1994, 1998, 2003, 2005 și 2012           |
| 7       | Frank Herbert                            | Dune vol. 2                                | Dune                                         | Ion Doru Brana                              | 1992           | reeditat în 1993, 1994, 1998, 2003, 2005 și 2012           |
| 8       | Poul Anderson                            | Ziua reîntoarcerii lor                     | The Day of Their Return                      | Sabina Drăgănel                             | 1992           |                                                            |
| 9       | Romulus Bărbulescu și George Anania      | Doando                                     | -                                            | -                                           | 1992           | reeditat în 2002                                           |
| 10      | Arkadi și Boris Strugațki                | Picnic la marginea drumului                | Пикник на обочине                            | Valerian Stoicescu                          | 1993           |                                                            |
| 11      | Clayton Emery                            | Proscrișii                                 | Outcasts                                     | Adriana Postolache                          | 1993           | vol. 1 al seriei Runesword                                 |
| 12      | Gianfranco de Turris                     | Liniștea Universului                       | Il Silenzio dell' Universo                   | Cornel Nicolau                              | 1993           |                                                            |
| 13      | Isaac Asimov                             | Preludiul Fundației                        | Prelude to Foundation                        | Emilian Bazac                               | 1993           | reeditat în 1994                                           |
| 14      | Isaac Asimov                             | Fundația                                   | Foundation                                   | Gabriel Stoian                              | 1993           | reeditat în 1995                                           |
| 15      | Renato Pestriniero                       | Cuibul de dincolo de umbră                 | Il nido al di la dell'ombra                  | Anca și Alexandru Balaci                    | 1993           |                                                            |
| 16      | Arkadi și Boris Strugațki                | Scarabeul în mușuroi                       | Жук в муравейнике                            | Valerian Stoicescu                          | 1993           |                                                            |
| 17      | Bill Fawcett                             | Asediul Aristei                            | The Siege of Arista                          | Constantin Dumitru-Palcus                   | 1993           |                                                            |
| 18      | Anna Rinonapoli                          | Cavalerii lui Tau                          | Cavalieri del Tau                            | Anca și Alexandru Balaci                    | 1993           |                                                            |
| 19      | Robert Silverberg                        | Pasagerii                                  | The Best of Robert Silverberg                | Dan Popescu                                 | 1994           | reeditat în 2006 cu titlul Vatican, ultimul conclav        |
| 20      | Poul Anderson                            | Povara cunoașterii                         | Brain Wave                                   | Gabriel Stoian                              | 1994           |                                                            |
| 21      | Fredric Brown                            | Paradoxul pierdut                          | Paradox Lost                                 | Radu Pontbrian                              | 1993           |                                                            |
| 22      | Dănuț Ungureanu                          | Așteptând în Ghermana                      | -                                            | -                                           | 1993           |                                                            |
| 23      | Norman Spinrad                           | Mașinăria Rock and Roll                    | Little Heroes                                | Eugen Cristea                               | 1993           |                                                            |
| 24      | Robert Silverberg și Bill Fawcett        | Poarta timpului                            | Time Gate                                    | Diana Voicu                                 | 1993           |                                                            |
| 25      | Isaac Asimov                             | Fundația și Imperiul                       | Foundation and Empire                        | Gabriel Stoian                              | 1993           |                                                            |
| 26      | Gérard Klein                             | Sceptrul hazardului                        | Le sceptre du hasard                         | Vlad T. Popescu                             | 1993           |                                                            |
| 27      | Gérard Klein                             | Gambitul stelelor                          | Le gambit des etoiles                        | Ștefan Ghidoveanu                           | 1994           |                                                            |
| 28      | Frank Herbert                            | Mântuitorul Dunei                          | Dune Messiah                                 | Ion Doru Brana                              | 1993           | reeditat în 1998, 2003, 2005 și 2012                       |
| 29      | Isaac Asimov                             | A Doua Fundație                            | Second Foundation                            | Emilian Bazac                               | 1994           |                                                            |
| 30      | Norman Spinrad                           | Agentul Haosului                           | The Agent of Chaos                           | Bogdan Bărbieru                             | 1994           |                                                            |
| 31      | Daniel Walther                           | Ambuscadă pe Ornella                       | Embuscade sur Ornella                        | Isabelle Pavel                              | 1994           |                                                            |
| 32      | Philip K. Dick                           | Timpul dezarticulat                        | Time Out of Joint                            | Mihail Moroiu                               | 1994           | reeditat în 2006 și 2012                                   |
| 33      | Katherine Kurtz și Deborah Turner Harris | Inițiatul                                  | The Adept                                    | Mihail Moroiu                               | 1994           | reeditat în 2006                                           |
| 34      | Robert Lynn Asprin și Bill Fawcett       | Mercenarul                                 | Cold Cash Warrior                            | Cezar Ionescu                               | 1994           |                                                            |
| 35      | Marco Pensante                           | Ziua întunericului                         | Il sole non tramonta                         | Cornel Nicolau                              | 1994           |                                                            |
| 36      | Ursula K. LeGuin                         | Mâna stângă a întunericului                | The Left Hand of Darkness                    | Mihai-Dan Pavelescu                         | 1994           | reeditat în 2006                                           |
| 37      | Arkadi și Boris Strugațki                | Valurile liniștesc vântul                  | Волны гасят ветер                            | Valerian Stoicescu                          | 1994           |                                                            |
| 38      | Rose Estes și Tom Wham                   | Sabia lui Skryling                         | Skryling's Blade                             | Horia Grușcă                                | 1994           | vol. 2 al seriei Runesword                                 |
| 39      | A. E. van Vogt                           | Imperiul atomului                          | Empire of the Atom                           | Horia Grușcă                                | 1994           |                                                            |
| 40      | Robert Silverberg                        | Poarta timpului II: Interfețe periculoase  | Time Gate II: Dangerous Interfaces           | Diana Voicu                                 | 1995           |                                                            |
| 41      | John Brunner                             | Răbdarea timpului                          | The Long Result                              | Vladimir Colin și I. Pascal                 | 1994           | reeditat în 2006                                           |
| 42      | Stanisław Lem                            | Ciberiada                                  | Cyberiada                                    | Mihai Mitu                                  | 1994           |                                                            |
| 43      | Brian Aldiss                             | Greybeard                                  | Greybeard                                    | Mihnea Columbeanu                           | 1994           |                                                            |
| 44      | Isaac Asimov                             | Marginea Fundației                         | Foundation`s Edge                            | Gabriel Stoian                              | 1994           |                                                            |
| 45      | Frank Herbert                            | Copiii Dunei vol. 1                        | Children of Dune                             | Ion Doru Brana                              | 1994           | reeditat în 2003, 2005 și 2012                             |
| 46      | Frank Herbert                            | Copiii Dunei vol. 2                        | Children of Dune                             | Ion Doru Brana                              | 1994           |                                                            |
| 47      | Roberto Quaglia                          | Vagabondul interspațial                    | Il Vagabondo dell`etere                      | Florin Chirițescu                           | 1994           | reeditat în 2003, 2005 și 2012                             |
| 48      | Norman Spinrad                           | Visul de Fier                              | The Iron Dream                               | Gabriel Stoian                              | 1994           |                                                            |
| 49      | ***                                      | Antologia SF Nemira `94                    | -                                            | -                                           | 1994           |                                                            |
| 50      | ***                                      | Romanian SF Anthology `94                  | -                                            | Cezar Ionescu, Gabriel Stoian, Pia Luttmann | 1994           |                                                            |
| 51      | Richard Osborne                          | Demolatorul                                | Demolition Man                               | Mihnea Columbeanu                           | 1994           |                                                            |
| 52      | Phillipe Curval                          | Toți spre extaz                            | Tous vers l`extase                           | George Anania                               | 1994           |                                                            |
| 53      | Luigi Menghini                           | Reacție în lanț                            | Reazione a catena                            | Camelia Stănescu-Ursuleanu                  | 1995           |                                                            |
| 54      | Poul Anderson                            | Patrula timpului                           | Time Patrolman                               | Gabriel Stoian                              | 1994           |                                                            |
| 55      | Mihail Grămescu                          | Săritorii în gol                           | -                                            | -                                           | 1994           | [ 3 ]                                                      |
| 56      | Orson Scott Card                         | Jocul lui Ender                            | Ender`s Game                                 | Mihai-Dan Pavelescu                         | 1994           | reeditat în 2005                                           |
| 57      | Abraham Merritt                          | Corabia zeiței Ishtar                      | The Ship of Ishtar                           | Liviu Radu                                  | 1995           |                                                            |
| 58      | Isaac Asimov                             | Fundația și Pământul                       | Foundation and Earth                         | Emilian Bazac                               | 1994           |                                                            |
| 59      | Frank Herbert                            | Împăratul-zeu al Dunei                     | God Emperror of Dune                         | Ion Doru Brana                              | 1994           | reeditat în 2003 și 2005                                   |
| 60      | Philip K Dick                            | Ubik                                       | Ubik                                         | Ștefan Ghidoveanu                           | 1994           | reeditat în 2006 și 2012                                   |
| 61      | Ursula K. LeGuin                         | Deposedații                                | The Dispossessed: An Ambiguous Utopia        | Emil Sârbulescu                             | 1995           |                                                            |
| 62      | Bernard Werber                           | Furnicile                                  | Les Fourmis                                  | Nicolae Constantinescu                      | 1995           |                                                            |
| 63      | Orson Scott Card                         | Vorbitor în numele morților                | Speaker for the Dead                         | Gabriel Stoian                              | 1995           | reeditat în 2005                                           |
| 64      | Frank Herbert și Bill Ransom             | Pandora. Incidentul Iisus                  | The Jesus Incident                           | Emilian Bazac                               | 1995           | reeditat în 2006                                           |
| 65      | Poul Anderson                            | Coridoarele timpului                       | The Corridors of Time                        | Sorin Moise                                 | 1995           |                                                            |
| 66      | Isaac Asimov                             | Fundația Renăscută                         | Forward the Foundation                       | Emilian Bazac                               | 1995           |                                                            |
| 67      | Norman Spinrad                           | Alte Americi                               | Other Americas                               | Mihail Moroiu                               | 1995           |                                                            |
| 68      | Philip K. Dick                           | Omul din castelul înalt                    | The Man in the High Castle                   | Mircea Ștefancu                             | 1995           | reeditat în 2006                                           |
| 69      | Katherine Kurtz                          | Noaptea vrăjitoarelor                      | Lammas Night                                 | Ruxandra Toma                               | 1995           |                                                            |
| 70      | William Gibson                           | Lumină virtuală                            | Virtual Light                                | Mircea Ștefancu                             | 1995           |                                                            |
| 71      | Max Anthony                              | Panică printre peștii solubili             | Panique chez les poisons solubles            | George Anania                               | 1995           |                                                            |
| 72      | Orson Scott Card                         | Xenocid                                    | Xenocide                                     | Constantin Dumitru-Palcus                   | 1995           | reeditat în 2005                                           |
| 73      | Martin H. Greenberg                      | Prietenii Fundației                        | Foundation's Friends                         | Emilian Bazac                               | 1995           |                                                            |
| 74      | N. Lee Wood                              | Copiii lui Faraday                         | Faraday's Orphans                            | Mircea Ștefancu                             | 1995           |                                                            |
| 75      | Frank Herbert                            | Ereticii Dunei                             | Heretics of Dune                             | Ion Doru Brana                              | 1995           | reeditat în 2003 și 2005                                   |
| 76      | Frank Herbert și Bill Ransom             | Pandora. Efectul Lazăr                     | The Lazarus Effect                           | Emilian Bazac                               | 1995           | reeditat în 2006                                           |
| 77      | Bernard Werber                           | Ziua furnicilor                            | Le Jour des fourmis                          | Nicolae Baltă                               | 1995           |                                                            |
| 78      | Kim Stanley Robinson                     | Marte-roșu                                 | Red Mars                                     | Emil Sârbulescu                             | 1996           | reeditat în 2006                                           |
| 79      | Bill Fawcett                             | Războiul stelelor îndepărtate              | The Far Stars War                            | Emilian Bazac                               | 1995           |                                                            |
| 80      | Greg Bear                                | Eternitate                                 | Eternity                                     | Eugen Dănilă                                | 1995           |                                                            |
| 81      | ***                                      | Romanian SF Anthology `95                  | -                                            | -                                           | 1995           |                                                            |
| 82      | ***                                      | Antologia SF Nemira `95                    | -                                            | -                                           | 1995           |                                                            |
| 83      | A. E. van Vogt                           | Computerworld                              | Computerworld                                | Cristian Unteanu                            | 1995           |                                                            |
| 84      | Gregory Benford                          | Natură moartă cu timp                      | Timescape                                    | Gabriel Stoian                              | 1995           | reeditat în 2006 cu titlul Timperfect                      |
| 85      | Roger Zelazny                            | Domn al luminii                            | Lord of Light                                | Mircea Ștefancu                             | 1995           | reeditat în 2006 cu titlul Lordul luminii                  |
| 86      | John Brunner                             | Zanzibar                                   | Stand on Zanzibar                            | Sorin Moise                                 | 1995           | reeditat în 2006                                           |
| 87      | Daniel Walther                           | Irisul de Persia                           | L'Iris de Perse                              | Constantin Frosin                           | 1995           |                                                            |
| 88      | Poul Anderson                            | Operațiunea Haos                           | Operation Chaos                              | Dana Sarca                                  | 1995           |                                                            |
| 89      | Sebastian A. Corn                        | 2484 Quirinal Ave.                         | -                                            | -                                           | 1996           |                                                            |
| 90      | Stanisław Lem                            | Glasul Domnului                            | Głos Pana                                    | Mihai Mitu                                  | 1997           |                                                            |
| 91      | Robert Sheckley                          | Monștrii                                   | Untouched by Human Hands / Citizen in Space  | Delia Ivănescu                              | 1995           |                                                            |
| 92      | Peter David                              | Batman forever                             | Batman Forever                               | Gabriel Stoian                              | 1995           |                                                            |
| 93      | Frank Herbert și Bill Ransom             | Pandora. Factorul Înălțare                 | The Ascension Fact                           | Emilian Bazac                               | 1996           | reeditat în 2006                                           |
| 94      | Bernard Werber                           | Thanatonauții                              | Les Thanatonautes                            | Nicolae Constantinescu                      | 1996           |                                                            |
| 95      | John Brunner                             | Valurile timpului                          | The Tides of Time                            | Camelia Budișteanu                          | 1996           |                                                            |
| 96      | Fredric Brown                            | Atingerea spațiului                        | Space on my Hands                            | Claudiu Florian                             | 1996           |                                                            |
| 97      | Norman Spinrad                           | Jocul minții                               | The Mind Game                                | Corina Popescu                              | 1996           |                                                            |
| 98      | Frank Herbert                            | Canonicatul Dune                           | Chapterhouse: Dune                           | Ion Doru Brana                              | 1996           | reeditat în 2003 și 2005 cu titlul Canonicatul Dunei       |
| 99      | Poul Anderson                            | Dansatoarea din Atlantida                  | The Dancer from Atlantis                     | Delia Ivănescu                              | 1996           |                                                            |
| 100     | Philip K. Dick                           | Cele trei stigmate ale lui Palmer Eldritch | The Three Stigmata of Palmer Eldritch        | Mircea Ștefancu                             | 1996           | reeditat în 2006                                           |
| 101     | Serge Brussolo                           | Krucifix                                   | Krucifix                                     | Nicolae Constantinescu                      | 1996           |                                                            |
| 102     | ***                                      | Romanian SF Anthology '96                  | -                                            | -                                           | 1996           |                                                            |
| 103     | ***                                      | Antologia SF Nemira '96                    | -                                            | -                                           | 1996           |                                                            |
| 104     | A. E. van Vogt                           | Bestia                                     | The Beast                                    | Dan Oprina                                  | 1997           |                                                            |
| 105     | Abraham Merritt                          | Chipul din abis                            | The Face in the Abyss                        | Liviu Radu                                  | 1998           |                                                            |
| 106     | Walter Jon Williams                      | Supercablat                                | Hardwired                                    | Mihai-Dan Pavelescu                         | 1996           |                                                            |
| 107     | Kilgore Trout                            | Venus ieșind din valuri                    | Venus on the Half Shell                      | Niculiță Damaschin                          | 1996           |                                                            |
| 108     | Stephen King                             | Apocalipsul: Flagelul vol. 1               | The Stand                                    | Mihai Moroiu                                | 1996           |                                                            |
| 109     | Stephen King                             | Apocalipsul: Flagelul vol. 2               | The Stand                                    | Mihai Moroiu                                | 1996           |                                                            |
| 110     | Stephen King                             | Apocalipsul: Flagelul vol. 3               | The Stand                                    | Mihai Moroiu                                | 1996           |                                                            |
| 111     | René Belletto                            | Mașina                                     | La Machine                                   | Lidia Simion                                | 1996           |                                                            |
| 112     | Abraham Merritt                          | Rătăciți în miraj                          | Dwellers in the Mirage                       | Liviu Radu                                  | 1996           |                                                            |
| 113     | Dean R. Koontz                           | Râurile întunecate ale inimii              | Dark Rivers of the Heart                     | Felix Oprescu                               | 1996           |                                                            |
| 114     | Serge Brussolo                           | Haita                                      | La Meute                                     | Nicolae Constantinescu                      | 1996           |                                                            |
| 115     | Cole Perriman                            | Insomnimania                               | The Terminal-Games                           | Ioana Unteanu                               | 1996           |                                                            |
| 116     | Philip José Farmer                       | Înapoi la trupurile voastre răzlețite!     | To Your Scattered Bodies Go                  | Gabriel Stoian                              | 1996           | reeditat în 2006 cu titlul Fluviul vieții                  |
| 117     | Gordon Ronald Dickson                    | Furtună de timp                            | Time Storm                                   | Liviu Radu                                  | 1997           |                                                            |
| 118     | Philip José Farmer                       | Vasul miraculos                            | The Fabulous Riverboat                       | Gabriel Stoian                              | 1997           | reeditat în 2006                                           |
| 119     | Norman Spinrad                           | Copiii din Hamelin                         | Children of Hamelin                          | Florin Șlapac                               | 1997           |                                                            |
| 120     | Gerald Messadié                          | 29 de zile până la sfârșitul lumii         | 29 jours avant la fin du monde               | Ion Doru Brana                              | 1997           |                                                            |
| 121     | Gordon Ronald Dickson                    | Lup și Fier                                | Wolf and Iron                                | Sanda Aronescu                              | 1997           |                                                            |
| 122     | Stephen King                             | Orașul bântuIT vol. I                      | It                                           | Mihnea Columbeanu / Ruxandra Toma           | 1997           |                                                            |
| 123     | Stephen King                             | Orașul bântuIT vol. II                     | It                                           | Mihnea Columbeanu / Ruxandra Toma           | 1997           |                                                            |
| 124     | Stephen King                             | Orașul bântuIT vol. III                    | It                                           | Mihnea Columbeanu / Ruxandra Toma           | 1997           |                                                            |
| 125     | Lois McMaster Bujold                     | Dans în oglindă                            | Mirror Dance                                 | Gabriel Stoian                              | 1997           |                                                            |
| 126     | Patrick Herbert                          | Dune 7: Cartea Brundurilor                 | Dune 7                                       | Sebastian A. Corn                           | 1997           |                                                            |
| 127     | Aurel Cărășel                            | La capătul spațiului                       | -                                            | -                                           | 1997           |                                                            |
| 128     | Norman Spinrad                           | Deus EX                                    | Deus X                                       | Ion Doru Brana                              | 1997           |                                                            |
| 129     | Philip José Farmer                       | Planul misterios                           | The Dark Design                              | Gabriel Stoian                              | 1998           | reeditat în 2006                                           |
| 130     | Emmanuel Carrère                         | Eu sunt viu, voi sunteți morți             | Je suis vivant et vous êtes morts            | Ștefan Ghidoveanu                           | 1998           |                                                            |
| 131     | Stephen King                             | Dolores Claiborne                          | Dolores Claiborne                            | Carmen Toader                               | 1998           |                                                            |
| 132     | N. Lee Wood                              | În cautarea lui Mahdi                      | Searching for the Mahdi                      | Lucia Popescu                               | 1998           |                                                            |
| 133     | Kim Stanley Robinson                     | Marte-verde vol. 1                         | Green Mars                                   | Emil Sârbulescu                             | 1998           | reeditat în 2006                                           |
| 134     | Kim Stanley Robinson                     | Marte verde vol. 2                         | Green Mars                                   | Emil Sârbulescu                             | 1998           |                                                            |
| 135     | A.E. van Vogt                            | Vrăjitorul din Linn                        | The Wizzard of Linn                          | Roxana Marin                                | 1998           | reeditat în 2006                                           |
| 136     | John Kessel                              | Vești bune din spațiul extraterestru       | Good News From Outer Space                   | Adriana Bădescu                             | 1998           |                                                            |
| 137     | Roberto Quaglia                          | Dio S.R.L.                                 | Dio S.R.L ed altre (dis)umane (dis)avventure | Cornel Nicolau                              | 1998           |                                                            |
| 138     | Bill Baldwin                             | Pilotul galactic                           | The Helmsman                                 | Alina Dimitriu                              | 1999           |                                                            |
| 139     | Stephen King și Peter Straub             | Talismanul: Drumul caznelor                | The Talisman                                 | Mihnea Columbeanu și Gabriel Stoian         | 1998           |                                                            |
| 140     | Stephen King și Peter Straub             | Talismanul: O coliziune de lumi            | The Talisman                                 | Mihnea Columbeanu și Gabriel Stoian         | 1998           |                                                            |
| 141     | Stephen King și Peter Straub             | Talismanul                                 | The Talisman                                 | Mihnea Columbeanu și Gabriel Stoian         | 1998           |                                                            |
| 142     | A. E. van Vogt                           | Slan                                       | Slan                                         | Gabriel Mazăre                              | 1998           |                                                            |
| 143 144 | Frank Herbert                            | Dune. Mântuitorul Dunei                    | Dune. Dune Messiah                           | Ion Doru Brana                              | 1998           | reeditare                                                  |
| 145     | nu a apărut                              | -                                          | -                                            | -                                           | -              |                                                            |
| 146     | nu a apărut                              | -                                          | -                                            | -                                           | -              |                                                            |
| 147     | nu a apărut                              | -                                          | -                                            | -                                           | -              |                                                            |
| 148     | nu a apărut                              | -                                          | -                                            | -                                           | -              |                                                            |
| 149     | William Gibson și Bruce Sterling         | Machina diferențială                       | The Difference Engine                        | Gabriel Stoian                              | 1998           |                                                            |
| 150     | K. W. Jeter                              | Vânătorul de recompense 2                  | Blade Runner 2: The Edge of Human            | Horia Florian Popescu                       | 1998           |                                                            |
| 151     | John Barnes                              | Uraganele                                  | Mother of Storms                             | Gabriel Stoian                              | 1999           |                                                            |
| 152     | Gérard Klein                             | Ucigașii de timp                           | Les Tueurs des temps                         | Radu Naum                                   | 1999           |                                                            |
| 153     | Bruce Bethke                             | Sfârșitul jocului                          | Headcrash                                    | Mihai-Dan Pavelescu                         | 1999           |                                                            |
| 154     | Fredric Brown                            | Arena                                      | Honeymoon in Hell                            | Mihai-Dan Pavelescu și Dan Popescu          | 1999           |                                                            |
| 155     | Poul Anderson                            | Păzitorii timpului                         | The Guardians of Time                        | Cosmin Nare                                 | 1999           |                                                            |
| 156     | Robert Sheckley                          | Transfer mental                            | Mindswap                                     | Sorin Casapu                                | 1999           |                                                            |
| 157     | Robert Quaglia                           | Pâine, unt și paradoxină                   | Panne, burro e paradossina                   | Cornel Nicolau                              | 1999           |                                                            |
| 158     | ***                                      | Dicționar SF                               | -                                            | -                                           | 1999           |                                                            |
| 159     | Ovidiu și Alexandru Pecican              | Razzar                                     | -                                            | -                                           | 1999           |                                                            |
| 160     | Stephen Baxter                           | Pierdut in timp                            | The Timeships                                | Cătălin Teniță                              | 1999           |                                                            |
| 161     | Stanisław Lem                            | Eden                                       | Eden                                         | Constantin Geambașu                         | 1999           |                                                            |
| 162     | Norman Spinrad                           | Trecând prin flăcări                       | Passing Through the Flame                    | Liviu Radu și Eugen Cristea                 | 2000           |                                                            |
| 163     | Stephen King                             | Shining                                    | The Shining                                  | Ruxandra Toma                               | 2003           | reeditarea volumului apărut în 1993 în Colecția Babel      |
| 164     | Stephen Baxter                           | Corăbiile timpului                         | The Time Ships                               | Cătălin Teniță                              | 2001           |                                                            |
| 165     | Stephen King                             | Jocul lui Gerald                           | Gerald's Game                                | Ruxandra Toma                               | 2000           |                                                            |
| 166     | Kim Stanley Robinson                     | Marte-albastru, vol. 1                     | Blue Mars                                    | Emil Sârbulescu                             | 2000           | reeditat în 2006                                           |
| 167     | Kim Stanley Robinson                     | Marte-albastru, vol. 2                     | Blue Mars                                    | Emil Sârbulescu                             | 2000           | reeditat în 2006                                           |
| 168     | Stanisław Lem                            | Catarul                                    | Katar                                        | Mihai Mitu                                  | 2001           |                                                            |
| 169     | Clive Barker                             | Cărțile însângerate                        | Books of Blood                               | Florin Mircea Tudor                         | 2001           |                                                            |
| 170     | ***                                      | Nautilus (antologie - almanah)             | -                                            | -                                           | 2001           |                                                            |
| 171     | Poul Anderson                            | Cruciadă în cosmos                         | The High Crusade                             | Lidia Ionescu                               | 2001           |                                                            |
| 172     | Sebastian A. Corn                        | Cel mai înalt turn din Baabylon            | -                                            | -                                           | 2002           |                                                            |
| 173     | Dean R. Koontz                           | Sălașul răului                             | The Bad Place                                | Cezar Ionescu                               | 2002           |                                                            |
| 174     | nu a apărut                              | -                                          | -                                            | -                                           | -              |                                                            |
| 175     | Romulus Bărbulescu și George Anania      | Doando                                     | -                                            | -                                           | 2002           | reeditare                                                  |
| 176     | Dan Doboș                                | Abația                                     | -                                            | -                                           | 2002           | conține poster                                             |
| 177     | Frank Herbert                            | Dune                                       | Dune                                         | Ion Doru Brana                              | 2003           | reeditare - prefață de Dan Doboș                           |
| 178     | Frank Herbert                            | Mântuitorul Dunei                          | Dune Messiah                                 | Ion Doru Brana                              | 2003           | reeditare - prefață de Dan Doboș                           |
| 179     | Frank Herbert                            | Copiii Dunei                               | Children of Dune                             | Ion Doru Brana                              | 2003           | reeditare - prefață de Dan Doboș                           |
| 180     | Frank Herbert                            | Împăratul-Zeu al Dunei                     | God-Emperor of Dune                          | Ion Doru Brana                              | 2003           | reeditare - prefață de Dan Doboș                           |
| 181     | Frank Herbert                            | Ereticii Dunei                             | Heretics of Dune                             | Ion Doru Brana                              | 2003           | reeditare - prefață de Dan Doboș                           |
| 182     | Frank Herbert                            | Canonicatul Dunei                          | Chapterhouse: Dune                           | Ion Doru Brana                              | 2003           | reeditare - prefață de Dan Doboș                           |
| 183     | Stephen King                             | Cimitirul animalelor                       | Pet Sematary                                 | Ruxandra Toma                               | 2003           |                                                            |
| 184     | Stephen King                             | Carrie                                     | Carrie                                       | Mihnea Columbeanu                           | 2003           | reeditarea volumului aparut in 1993 la Babel               |
| 185     | Stephen King                             | Misery                                     | Misery                                       | Mihnea Columbeanu                           | 2003           | reeditarea volumului apărut în 1995 la Babel               |
| 186     | nu a apărut                              |                                            | -                                            | -                                           | -              |                                                            |
| 187     | Bogdan Gheorghiu                         | Hax grid                                   | -                                            | -                                           | 2003           |                                                            |
| 188     | Dan Doboș                                | Blestemul Abației                          | -                                            | -                                           | 2003           |                                                            |

## După 2005
Începând din anul 2005, colecția a apărut într-un nou format, fără numerotarea cărților publicate. Noua serie a inclus apariții noi, reeditări ale unor volume publicate în perioada 1992-2003 și, de asemenea, a completat unele serii rămase neterminate în vechiul format (Lumea Fluviului sau Saga lui Ender). Ultimul volum a apărut în 2018.
| Autor(i)                                            | Titlu                                                                 | Titlu original | Traducător(i)                                                                                               | Data apariției     | Note / Ref.                                                                        |
| --------------------------------------------------- | --------------------------------------------------------------------- | --- | --- | ------------------ | ---------------------------------------------------------------------------------- |
| Orson Scott Card                                    | Jocul lui Ender                                                       | Ender's Game | Mihai-Dan Pavelescu                                                                                         | 2005               | reeditare                                                                          |
| Orson Scott Card                                    | Vorbitor în numele morților                                           | Speaker for the Dead | Gabriel Stoian                                                                                              | 2005               | reeditare                                                                          |
| Orson Scott Card                                    | Xenocid                                                               | Xenocide | Constantin-Dumitru Palcus                                                                                   | 2005               | reeditare                                                                          |
| Douglas Adams                                       | Ghidul autostopistului galactic                                       | The Hitchhiker's Guide to the Galaxy / The Restaurant at the End of the Universe / Life, the Universe and Everything / So Long, and Thanks For All the Fish / Mostly Harmless | Eugen Dumitrescu                                                                                            | 2005               |                                                                                    |
| Frank Herbert                                       | Dune                                                                  | Dune | Ion Doru Brana                                                                                              | 2005               | reeditare                                                                          |
| Frank Herbert                                       | Mântuitorul Dunei                                                     | Dune Messiah | Ion Doru Brana                                                                                              | 2005               | reeditare                                                                          |
| Frank Herbert                                       | Copiii Dunei                                                          | Children of Dune | Ion Doru Brana                                                                                              | 2005               | reeditare                                                                          |
| Frank Herbert                                       | Împăratul-zeu al Dunei                                                | God-Emperor of Dune | Ion Doru Brana                                                                                              | 2005               | reeditare                                                                          |
| Frank Herbert                                       | Ereticii Dunei                                                        | Heretics of Dune | Ion Doru Brana                                                                                              | 2005               | reeditare                                                                          |
| Frank Herbert                                       | Canonicatul Dunei                                                     | Chapterhouse: Dune | Ion Doru Brana                                                                                              | 2005               | reeditare                                                                          |
| Philip K. Dick                                      | Visează androizii oi electrice?                                       | Do Andtroids Dream of Electric Sheep? | Ștefan Ghidoveanu                                                                                           | 2005               | reeditare - prima ediție a apărut cu titlul Vânătorul de recompense                |
| Orson Scott Card                                    | Copiii minții                                                         | Children of the Mind | Gabriel Stoian                                                                                              | 2006               |                                                                                    |
| Philip K. Dick                                      | Timpul dezarticulat                                                   | Time Out of Joint | Mihail Moroiu                                                                                               | 2006               | reeditare                                                                          |
| Frank Herbert și Bill Ransom                        | Pandora. Incidentul Iisus                                             | The Jesus Incident | Emilian Bazac                                                                                               | 2006               | reeditare                                                                          |
| Frank Herbert și Bill Ransom                        | Pandora. Efectul Lazăr                                                | The Lazarus Effect | Emilian Bazac                                                                                               | 2006               | reeditare                                                                          |
| Frank Herbert și Bill Ransom                        | Pandora. Factorul Înălțare                                            | The Ascension Fact | Emilian Bazac                                                                                               | 2006               | reeditare                                                                          |
| Philip K. Dick                                      | Omul din castelul înalt                                               | The Man in the High Castle | Mircea Ștefancu                                                                                             | 2006               | reeditare                                                                          |
| Philip José Farmer                                  | Fluviul vieții                                                        | To Your Scattered Bodies Go | Gabriel Stoian                                                                                              | 2006               | reeditare - prima ediție a apărut cu titlul Înapoi la trupurile voastre răzlețite! |
| Philip José Farmer                                  | Vasul miraculos                                                       | The Fabulous Riverboat | Gabriel Stoian                                                                                              | 2006               | reeditare                                                                          |
| Philip José Farmer                                  | Planul misterios                                                      | The Dark Design | Gabriel Stoian                                                                                              | 2006               | reeditare                                                                          |
| Carl Sagan                                          | Contact                                                               | Contact | Radu Pavel Gheo                                                                                             | 2006               |                                                                                    |
| Philip K. Dick                                      | Furnica electrică                                                     | The Minority Report | Ion Doru Brana                                                                                              | 2006               |                                                                                    |
| Robert Silverberg                                   | Vatican, ultimul conclav                                              | The Best of Robert Silverberg | Dan Popescu                                                                                                 | 2006               | reeditare - prima ediție a apărut cu titlul Pasagerii                              |
| Gregory Benford                                     | Timperfect                                                            | Timescape | Gabriel Stoian                                                                                              | 2006               | reeditare - prima ediție a apărut cu titlul Natură moartă cu timp                  |
| Katherine Kurtz și Deborah Turner Harris            | Inițiatul                                                             | The Adept | Mihail Moroiu                                                                                               | 2006               | reeditare                                                                          |
| Philip K. Dick                                      | Ubik                                                                  | Ubik | Ștefan Ghidoveanu                                                                                           | 2006               | reeditare                                                                          |
| Roger Zelazny                                       | Lordul luminii                                                        | Lord of Light | Mircea Ștefancu                                                                                             | 2006               | reeditare - prima ediție a apărut cu titlul Domn al luminii                        |
| Ursula K. LeGuin                                    | Mâna stângă a întunericului                                           | The Left Hand of Darkness | Mihai-Dan Pavelescu                                                                                         | 2006               | reeditare                                                                          |
| Orson Scott Card                                    | Umbra lui Ender                                                       | Ender's Shadow | Roxana Brînceanu                                                                                            | 2006               |                                                                                    |
| John Brunner                                        | Răbdarea timpului                                                     | The Long Result | Vladimir Colin și I. Pascal                                                                                 | 2006               | reeditare                                                                          |
| Ursula K. Le Guin                                   | Lumea lui Rocannon                                                    | Rocannon's World | Mihai-Dan Pavelescu                                                                                         | 2006               |                                                                                    |
| Kim Stanley Robinson                                | Marte roșu                                                            | Red Mars | Emil Sârbulescu                                                                                             | 2006               | reeditare                                                                          |
| John Brunner                                        | Zanzibar                                                              | Stand on Zanzibar | Sorin și Angela Moise                                                                                       | 2006               | reeditare                                                                          |
| Kim Stanley Robinson                                | Marte verde                                                           | Green Mars | Emil Sârbulescu                                                                                             | 2006               | reeditare                                                                          |
| Kim Stanley Robinson                                | Marte albastru                                                        | Blue Mars | Emil Sârbulescu                                                                                             | 2006               | reeditare                                                                          |
| Christopher Priest                                  | Magicienii                                                            | The Prestige | Diana Bobonete                                                                                              | 2006               |                                                                                    |
| Philip K. Dick                                      | Cele trei stigmate ale lui Palmer Eldritch                            | The Three Stigmata of Palmer Eldritch | Mircea Ștefancu                                                                                             | 2006               | reeditare                                                                          |
| Philip K. Dick                                      | Substanța M                                                           | A Scanner Darkly | Ana-Veronica Mircea                                                                                         | 2007               |                                                                                    |
| Marion Zimmer Bradley                               | Negurile - 2 vol.                                                     | The Mists of Avalon | Gabriel Stoian și Laura Bocancios                                                                           | 2007               |                                                                                    |
| Orson Scott Card                                    | Umbra Hegemonului                                                     | Shadow of the Hegemon | Roxana Brînceanu                                                                                            | 2007               |                                                                                    |
| Ken Grimwood                                        | Replay                                                                | Replay | Antuza Genescu                                                                                              | 2007               |                                                                                    |
| Alfred Bester                                       | Omul demolat                                                          | The Demolished Man | Mihai-Dan Pavelescu                                                                                         | 2007               |                                                                                    |
| Joe Haldeman                                        | Camuflaj                                                              | Camouflage | Gabriel Stoian                                                                                              | 2007               |                                                                                    |
| Greg Egan                                           | Carantina                                                             | Quarantine | Mihai-Dan Pavelescu                                                                                         | 2007               |                                                                                    |
| Orson Scott Card                                    | Umbra marionetelor                                                    | Shadow Puppets | Roxana Brînceanu                                                                                            | 2007               |                                                                                    |
| Marion Zimmer Bradley                               | Sanctuarul                                                            | The Forrest House | Laura Bocancios                                                                                             | 2007               |                                                                                    |
| Orson Scott Card                                    | Umbra Uriașului                                                       | Shadow of the Giant | Roxana Brînceanu                                                                                            | 2007               |                                                                                    |
| Christopher Priest                                  | Lumea inversă                                                         | The Inverted World | Laura Bocancios                                                                                             | 2007               |                                                                                    |
| Gardner Dozois                                      | The Year's Best Science Fiction (vol. 1) (Antologiile Gardner Dozois) | The Year's Best Science Fiction | Gabriel Stoian, Mihai-Dan Pavelescu, Roxana Brînceanu, Antuza Genescu, Ana-Veronica Mircea, Alexandru Maniu | 2007               |                                                                                    |
| George R.R. Martin                                  | Urzeala tronurilor - 2 vol.                                           | A Game of Thrones | Silviu Genescu                                                                                              | 2007               |                                                                                    |
| Philip José Farmer                                  | Labirintul magic                                                      | The Magic Labyrinth | Gabriel Stoian                                                                                              | 2007               |                                                                                    |
| Iain M. Banks                                       | Spectrul lui Phlebas                                                  | Consider Phlebas | Roxana Brînceanu                                                                                            | 2007               |                                                                                    |
| Greg Egan                                           | Scara lui Schild                                                      | Schild's Ladder | Mihai-Dan Pavelescu                                                                                         | 2007               |                                                                                    |
| Gardner Dozois                                      | The Year's Best Science Fiction (vol. 2)                              | The Year's Best Science Fiction | | 2008               |                                                                                    |
| George R. R. Martin                                 | Încleștarea regilor - 2 vol.                                          | A Clash of Kings | Laura Bocancios                                                                                             | 2008               |                                                                                    |
| Vernor Vinge                                        | Foc în adânc                                                          | A Fire Upon the Deep | Mihai-Dan Pavelescu                                                                                         | 2008               |                                                                                    |
| Gardner Dozois                                      | The Year's Best Science Fiction (vol. 3)                              | The Year's Best Science Fiction | Silviu Genescu, Roxana Brînceanu, Laura Bocancios, Gabriel Stoian, Antuza Genescu, Ana-Veronica Mircea      | 2008               |                                                                                    |
| Ellen Datlow, Kelly Link, Gavin Grant               | The Year's Best Fantasy & Horror (vol. 1)                             | The Year's Best Fantasy & Horror | Roxana Brînceanu                                                                                            | 2008               |                                                                                    |
| Robert J. Sawyer                                    | Alegerea lui Hobson                                                   | The Terminal Experiment | Antuza Genescu                                                                                              | 2008               |                                                                                    |
| Michael A. Stackpole                                | Atlasul secret                                                        | The Secret Atlas | Silviu Genescu                                                                                              | 2008               |                                                                                    |
| Alastair Reynolds                                   | Câinii de diamant. Zile pe Turcoaz                                    | Diamond Dogs. Turquoise Days | Adriana Moșoiu                                                                                              | 2008               |                                                                                    |
| Robert Charles Wilson                               | Turbion                                                               | Spin | Ana-Veronica Mircea                                                                                         | 2008               |                                                                                    |
| Jack McDevitt                                       | Exploratorul                                                          | Seeker | Antuza Genescu                                                                                              | 2008               |                                                                                    |
| Gardner Dozois                                      | The Year's Best Science Fiction (vol. 4)                              | The Year's Best Science Fiction | | 2008               |                                                                                    |
| Philip José Farmer                                  | Zeii Lumii Fluviului                                                  | The Gods of Riverworld | Gabriel Stoian                                                                                              | 2008               |                                                                                    |
| Philip K. Dick                                      | Clanurile de pe Alpha                                                 | Clans of the Alphane Moon | Roxana Brînceanu                                                                                            | 2008               |                                                                                    |
| Lucius Shepard                                      | Vânătorul de jaguari                                                  | The Jaguar Hunter | Laura Bocancios                                                                                             | 2008               |                                                                                    |
| Larry Niven, Jerry Pournelle, Steven Barnes         | Moștenirea Heorot                                                     | The Legacy of Heorot | Ana-Veronica Mircea                                                                                         | 2008               |                                                                                    |
| Dan Simmons                                         | Ilion - 2 vol.                                                        | Illium | Mihai-Dan Pavelescu                                                                                         | 2008               |                                                                                    |
| Orson Scott Card                                    | Stăpânul cântecelor                                                   | Songmaster | Mihai-Dan Pavelescu                                                                                         | 2008               |                                                                                    |
| Frederik Pohl                                       | Poarta                                                                | Gateway | Mihai-Dan Pavelescu                                                                                         | 2008               |                                                                                    |
| Frederik Pohl                                       | Dincolo de orizontul albastru                                         | Beyond the Blue Event Horizon | Mihai-Dan Pavelescu                                                                                         | 2009               |                                                                                    |
| Michael A. Stackpole                                | Hărțile prevestitoare                                                 | Cartomancy | Silviu Genescu                                                                                              | 2009               |                                                                                    |
| Marion Zimmer Bradley                               | Doamna din Avalon                                                     | The Lady of Avalon | Silviu Genescu                                                                                              | 2009               |                                                                                    |
| Dan Simmons                                         | Hyperion                                                              | Hyperion | Mihai-Dan Pavelescu                                                                                         | 2009               |                                                                                    |
| Orson Scott Card                                    | Amintirea Pământului                                                  | The Memory of Earth | Roxana Brînceanu                                                                                            | 2009               |                                                                                    |
| Ellen Datlow                                        | The Year's Best Fantasy & Horror (vol. 2)                             | The Year's Best Fantasy & Horror | Silviu Genescu, Mircea Ștefancu, Mihai-Dan Pavelescu, Antuza Genescu, Ana-Veronica Mircea                   | 2009               |                                                                                    |
| George R.R. Martin                                  | Iureșul săbiilor - 3 vol.                                             | A Storm of Swords | Laura Bocancios                                                                                             | 2009               |                                                                                    |
| Dan Simmons                                         | Căderea lui Hyperion                                                  | The Fall of Hyperion | Mihai-Dan Pavelescu                                                                                         | 2009               |                                                                                    |
| Frederik Pohl                                       | Întâlnire cu Heechee                                                  | Heechee Rendezvous | Mihai-Dan Pavelescu                                                                                         | 2009               |                                                                                    |
| Philip K. Dick                                      | Jucătorii de pe Titan                                                 | The Game-Players of Titan | Cristina și Ștefan Ghidoveanu                                                                               | 2009               |                                                                                    |
| Marion Zimmer Bradley și Diana L. Paxson            | Străbunii Avalonului                                                  | Ancestors of Avalon | Ana-Veronica Mircea                                                                                         | 2009               |                                                                                    |
| Marion Zimmer Bradley                               | Preoteasa din Avalon                                                  | Priestess of Avalon | Antuza Genescu                                                                                              | 2009               |                                                                                    |
| Stephen R. Donaldson                                | Blestemul Nobilului Foul                                              | Lord Foul's Bane | Roxana Brînceanu                                                                                            | 2009               |                                                                                    |
| John Joseph Adams                                   | Tărâmurile pustiite: povești ale Apocalipsei                          | Wastelands: Stories of the Apocalypse | Silviu Genescu, Roxana Brînceanu, Mircea Pricăjan, Mihai-Dan Pavelescu, Ana-Veronica Mircea                 | 2009               |                                                                                    |
| George R.R. Martin                                  | Festinul ciorilor - 2 vol.                                            | A Feast for Crows | Silviu Genescu și Laura Bocancios                                                                           | 2009               |                                                                                    |
| Robin Hobb                                          | Ucenicul asasinului                                                   | Assassin's Apprentice | Antuza Genescu                                                                                              | 2009               |                                                                                    |
| Peter F. Hamilton                                   | Disfuncția realității - 3 vol.                                        | The Reality Dysfunction | Mihai-Dan Pavelescu                                                                                         | 2009               |                                                                                    |
| Gardner Dozois                                      | The Year's Best Science Fiction (vol. 5)                              | The Year's Best Science Fiction | Silviu Genescu, Roxana Brînceanu, Mihai-Dan Pavelescu, Antuza Genescu, Ana-Veronica Mircea, Adriana Moșoiu  | 2010               |                                                                                    |
| Orson Scott Card                                    | Wyrm                                                                  | Wyrms | Roxana Brînceanu                                                                                            | 2010               |                                                                                    |
| Robert Charles Wilson                               | Axa                                                                   | Axis | Ana-Veronica Mircea                                                                                         | 2010               |                                                                                    |
| Vernor Vinge                                        | Adâncurile cerului - 2 vol.                                           | A Deepness in the Sky | Antuza Genescu                                                                                              | 2010               |                                                                                    |
| Lucius Shepard                                      | Sfârșitul Pământului                                                  | The Ends of the Earth | Silviu Genescu                                                                                              | 2010               |                                                                                    |
| Larry Niven, Jerry Pournelle, Steven Barnes         | Dragonii Heorot - 2 vol.                                              | Beowulf's Children | Ana-Veronica Mircea                                                                                         | 2010               |                                                                                    |
| Ellen Datlow                                        | The Year's Best Fantasy & Horror (vol. 3)                             | The Year's Best Fantasy & Horror | Roxana Brînceanu, Laura Bocancios, Gabriel Stoian, Antuza Genescu, Ana-Veronica Mircea, Adriana Moșoiu      | 2010               |                                                                                    |
| Dan Simmons                                         | Olimp - 2 vol.                                                        | Olympos | Mihai-Dan Pavelescu                                                                                         | 2010               |                                                                                    |
| George R. R. Martin                                 | Zburătorii nopții                                                     | Nightflyers | Mihai-Dan Pavelescu                                                                                         | 2010               |                                                                                    |
| Orson Scott Card                                    | Chemarea Pământului                                                   | The Call of Earth | Roxana Brînceanu                                                                                            | 2010               |                                                                                    |
| George R. R. Martin                                 | Regii nisipurilor                                                     | Sandkings | Laura Bocancios, Ion Doru Brana, Antuza Genescu                                                             | 2010               |                                                                                    |
| Robin Hobb                                          | Asasinul regal                                                        | Royal Assassin | Antuza Genescu                                                                                              | 2010               |                                                                                    |
| George R. R. Martin                                 | Peregrinările lui Tuf                                                 | Tuf Voyaging | Liviu Radu                                                                                                  | 2010               |                                                                                    |
| Neal Asher                                          | Agentul Cormac                                                        | Polity Agent | Gabriel Stoian                                                                                              | 2010               |                                                                                    |
| Roger Zelazny                                       | Nemuritorul                                                           | This Immortal | Ștefan Ghidoveanu                                                                                           | 2010               |                                                                                    |
| Joe Abercrombie                                     | Tăișul sabiei - 2 vol.                                                | The Blade Itself | Laura Bocancios                                                                                             | 2010               |                                                                                    |
| Gardner Dozois                                      | The Year's Best Science Fiction (vol. 6)                              | The Year's Best Science Fiction | | 2011               |                                                                                    |
| Peter F. Hamilton                                   | Alchimistul neutronic - 3 vol.                                        | The Neutronic Alchemist | Mihai-Dan Pavelescu                                                                                         | 2011               |                                                                                    |
| Stephen R. Donaldson                                | Războiul uriașilor                                                    | The Illheart War | Roxana Brînceanu                                                                                            | 2011               |                                                                                    |
| Aurel Cărășel                                       | Dumnezeule de dincolo de burta universului                            | - | - | 2011               |                                                                                    |
| Ted Chiang                                          | Împărțirea la zero                                                    | Stories of Life and Others | Ileana Bușac                                                                                                | 2011               |                                                                                    |
| Robin Hobb                                          | Răzbunarea asasinului - 2 vol.                                        | Assassin's Quest | Antuza Genescu                                                                                              | 2011               |                                                                                    |
| Connie Willis                                       | Vânturile de la Marble Arch vol. 1                                    | The Best of Connie Willis | Ana-Veronica Mircea                                                                                         | 2011               |                                                                                    |
| Ellen Datlow                                        | Inferno. Despre teroare și supranatural                               | Inferno | Ana-Veronica Mircea, Mircea Pricăjan, Mihai-Dan Pavelescu, Silviu Genescu                                   | 2011               |                                                                                    |
| Orson Scott Card                                    | Navele Pământului                                                     | The Ships of Earth | Antuza Genescu                                                                                              | 2012               |                                                                                    |
| George R. R. Martin și Gardner Dozois               | Războinicii - 2 vol.                                                  | Warriors | Mihai-Dan Pavelescu, Marian Truță, Laura Bocancios                                                          | 2012               |                                                                                    |
| Stephen R. Donaldson                                | Puterea salvatoare                                                    | The Power That Preserves | Silviu Genescu                                                                                              | 2012               |                                                                                    |
| Ana-Veronica Mircea                                 | Floarea de loldilal                                                   | - | - | 2012               |                                                                                    |
| George R. R. Martin, Gardner Dozois, Daniel Abraham | Fuga vânătorului                                                      | Hunter's Run | Irina Negrea                                                                                                | 2012               |                                                                                    |
| Connie Willis                                       | Vânturile de la Marble Arch vol. 2                                    | The Best of Connie Willis | Ana-Veronica Mircea                                                                                         | 2011               |                                                                                    |
| Vernor Vinge                                        | La Capătul curcubeului                                                | Rainbow's End | Maria Drăguț                                                                                                | 2012               |                                                                                    |
| George R. R. Martin                                 | Lumina ce se stinge                                                   | Dying of the Light | Ruxandra Toma                                                                                               | 2012               |                                                                                    |
| Liviu Radu                                          | Armata moliilor                                                       | - | - | 2012               |                                                                                    |
| George R. R. Martin                                 | Dansul dragonilor - 3 vol.                                            | A Dance with Dragons | Silviu Genescu, Mihai-Dan Pavelescu, Laura Bocancios, Ana-Veronica Mircea                                   | 2012               | reeditare                                                                          |
| Marian Truță                                        | A doua venire                                                         | - | - | 2012               |                                                                                    |
| Orson Scott Card                                    | Din nou pe Pământ                                                     | Earthfall | | 2013               |                                                                                    |
| Paolo Bacigalupi                                    | Fata modificată                                                       | The Windup Girl | Alexandru Maniu                                                                                             | 2013               |                                                                                    |
| Gardner Dozois                                      | The Year's Best Science Fiction (vol. 7)                              | The Year's Best Science Fiction | Oana Chițu, Marian Truță, Maria Drăguț, Cătălin Constantinescu, Alexandra Voicu                             | 2013               |                                                                                    |
| Joe Abercrombie                                     | Fără îndurare                                                         | Before They Are Hanged | Ruxandra Toma                                                                                               | 2013               |                                                                                    |
| Frederik Pohl                                       | Consemnările Heechee                                                  | The Annals of the Heechee | Mihnea Columbeanu                                                                                           | 2013               |                                                                                    |
| Stephen King                                        | Turnul întunecat: Pistolarul                                          | The Dark Tower: The Gunslinger | Mircea Pricăjan                                                                                             | 2013               |                                                                                    |
| ***                                                 | Călătorii în timp                                                     | - | - | 2013               |                                                                                    |
| Constantin Cubleșan                                 | Iarba cerului                                                         | - | - | 2013               |                                                                                    |
| George R. R. Martin                                 | Urzeala tronurilor                                                    | A Game of Thrones | Silviu Genescu                                                                                              | 2013               | reeditare                                                                          |
| Mircea Opriță                                       | Nopțile memoriei                                                      | - | - | 2013               |                                                                                    |
| Arthur C. Clarke                                    | Sfârșitul copilăriei                                                  | Childhood's End | Cristiana Vișan                                                                                             | 2013               | reeditare                                                                          |
| George R. R. Martin                                 | Încleștarea regilor                                                   | A Clash of Kings | Laura Bocancios                                                                                             | 2013               | reeditare                                                                          |
| George R. R. Martin și Lisa Tuttle                  | Furtună pe Windhaven                                                  | Windhaven | Oana Chițu                                                                                                  | 2013               |                                                                                    |
| Arthur C. Clarke și Frederik Pohl                   | Ultima teoremă                                                        | The Last Theorem | Roxana Brînceanu                                                                                            | 2013               |                                                                                    |
| Frank Herbert                                       | Dune                                                                  | Dune | Ion Doru Brana                                                                                              | 2013               | reeditare                                                                          |
| Frank Herbert                                       | Mântuitorul Dunei                                                     | Dune Messiah | Ion Doru Brana                                                                                              | 2013               | reeditare                                                                          |
| Gheorghe Săsărman                                   | Cuadratura cercului                                                   | - | - | 2013               |                                                                                    |
| George R. R. Martin                                 | Iureșul săbiilor                                                      | A Clash of Kings | Laura Bocancios                                                                                             | 2013               | reeditare                                                                          |
| David Brin                                          | Exploratorii Soarelui                                                 | Sundiver | | 2013               |                                                                                    |
| Arthur C. Clarke                                    | 2001: odiseea spațială                                                | 2001: A Space Odyssey | Adrian Șerban Dobrin                                                                                        | 2013               | reeditare                                                                          |
| Frank Herbert                                       | Copiii Dunei                                                          | Children of Dune | Ion Doru Brana                                                                                              | 2013               | reeditare                                                                          |
| Voicu Bugariu                                       | Vocile vikingilor                                                     | - | - | 2013               |                                                                                    |
| Arthur C. Clarke                                    | 2010: a doua odisee                                                   | 2010: Odyssey Two | Cornelia Bucur                                                                                              | 2013               | reeditare                                                                          |
| George R. R. Martin                                 | Festinul ciorilor                                                     | A Feast for Crows | Silviu Genescu și Laura Bocancios                                                                           | 2013               | reeditare                                                                          |
| Frank Herbert                                       | Împăratul-zeu al Dunei                                                | God Emperor of Dune | Ion Doru Brana                                                                                              | 2013               | reeditare                                                                          |
| Viorica Huber                                       | Taina Sfinxului de pe Marte                                           | - | - | 2013               |                                                                                    |
| Orson Scott Card                                    | Născuți pe Pământ                                                     | Earthborn | Radu Săndulescu                                                                                             | 2013               |                                                                                    |
| Peter F. Hamilton                                   | Zeul adormit                                                          | The Naked God | Gabriel Stoian                                                                                              | 2013               |                                                                                    |
| Orson Scott Card                                    | Jocul lui Ender                                                       | Ender's Game | Mihai-Dan Pavelescu                                                                                         | 2013               | reeditare                                                                          |
| Kim Stanley Robinson                                | Marte roșu                                                            | Red Mars | Emil Sârbulescu                                                                                             | 2013               | reeditare                                                                          |
| Frank Herbert                                       | Ereticii Dunei                                                        | Heretics of Dune | Ion Doru Brana                                                                                              | 2013               | reeditare                                                                          |
| Frank Herbert                                       | Canonicatul Dunei                                                     | Chapterhouse: Dune | Ion Doru Brana                                                                                              | 2013               | reeditare                                                                          |
| Cecilia Dudu                                        | Coniac „3 secole”                                                     | - | - | 2013               |                                                                                    |
| Joe Abercrombie                                     | Puterea armelor                                                       | Last Argument of Kings | | 2013               |                                                                                    |
| H. P. Lovecraft                                     | Blestemul din Sarnath                                                 | The Doom that Came to Sarnath | Mircea Opriță                                                                                               | 2013               |                                                                                    |
| Michael A. Stackpole                                | Lumea nouă                                                            | The New World | Silviu Genescu                                                                                              | 2013               |                                                                                    |
| Dănuț Ungureanu                                     | Așteptând în Ghermana                                                 | - | - | 2013               | reeditare                                                                          |
| Horia Aramă                                         | Verde Aixa                                                            | - | - | 2013               | [ 7 ]                                                                              |
| Steven Erikson                                      | Grădinile Lunii                                                       | Gardens of the Moon | Gabriel Stoian                                                                                              | 2013               |                                                                                    |
| Kim Stanley Robinson                                | 2312                                                                  | 2312 | | 2013               |                                                                                    |
| Liviu Radu                                          | La galop prin piramidă                                                | - | - | 2013               |                                                                                    |
| George R. R. Martin                                 | Dansul dragonilor                                                     | A Dance With Dragons | Silviu Genescu, Mihai-Dan Pavelescu, Laura Bocancios, Ana-Veronica Mircea                                   | 2013               | reeditare                                                                          |
| Ellen Datlow, Kelly Link, Gavin Grant               | The Year's Best Fantasy & Horror (vol. 4)                             | The Year's Best Fantasy & Horror | | 2013               |                                                                                    |
| Sebastian A. Corn                                   | Ne vom întoarce în Muribecca                                          | - | - | 2014               |                                                                                    |
| Liviu Radu                                          | Golem, Golem și alte povestiri fantastice                             | - | - | 2014               |                                                                                    |
| Hugh Howey                                          | Silozul                                                               | Wool | Ana-Veronica Mircea                                                                                         | 2014               |                                                                                    |
| George Anania                                       | Test de fiabilitate                                                   | - | - | 2014               |                                                                                    |
| Felix Aderca                                        | Orașele scufundate                                                    | - | - | 2014               |                                                                                    |
| Peter F. Hamilton                                   | Golul visător                                                         | The Dreaming Void | C. Preda | 2014               |                                                                                    |
| Orson Scott Card                                    | Vorbitor în numele morților                                           | Speaker for the Dead | Gabriel Stoian                                                                                              | 2014               | reeditare                                                                          |
| Cristian M. Teodorescu                              | Senzoriada                                                            | - | - | 2014               |                                                                                    |
| Philip K. Dick                                      | Visează androizii oi electrice?                                       | Do Androids Dream of Electric Sheeps? | Ștefan Ghidoveanu                                                                                           | 2014               | reeditare                                                                          |
| Camil Baciu                                         | Grădina zeilor                                                        | - | - | 2014               |                                                                                    |
| Gardner Dozois                                      | The Year's Best Science Fiction (vol. 8)                              | The Year's Best Science Fiction | Oana Chițu, Maria Drăguț, Cătălin Constantinescu, Alina Bilciurescu, Alexandra Voicu                        | 2014               |                                                                                    |
| Orson Scott Card                                    | Umbra lui Ender                                                       | Ender's Shadow | Roxana Brînceanu                                                                                            | 2014               | reeditare                                                                          |
| Orson Scott Card                                    | Umbra Hegemonului                                                     | Shadow of the Hegemon | Roxana Brînceanu                                                                                            | 2014               | reeditare                                                                          |
| Douglas Adams                                       | Ghidul autostopistului galactic                                       | The Hitchhiker's Guide to the Galaxy | Eugen Dumitrescu                                                                                            | 2014               | reeditare                                                                          |
| Antuza Genescu                                      | Xenos. Contact între civilizații                                      | - | - | 2014               |                                                                                    |
| Stanislaw Lem                                       | Solaris                                                               | Solaris | Adrian Rogoz, Teofil Roll                                                                                   | 2014               |                                                                                    |
| Arthur C. Clarke                                    | 2061: A treia odisee                                                  | 2061: Oddyssey Three | Radu Săndulescu                                                                                             | 2014               | reeditare                                                                          |
| Arthur C. Clarke                                    | Rendez-vous cu Rama                                                   | Rendezvous with Rama | Mihai-Dan Pavelescu                                                                                         | 2014               | reeditare                                                                          |
| Dănuț Ungureanu, Marian Truță                       | Vegetal                                                               | - | - | 2014               |                                                                                    |
| David Brin                                          | Maree stelară                                                         | Startide Rising | Alexandru Macovescu                                                                                         | 2014               |                                                                                    |
| Joan D. Vinge                                       | Cei 47 de ronini                                                      | 47 ronin | Cecilia Preda                                                                                               | 2014               |                                                                                    |
| Kim Stanley Robinson                                | Marte verde                                                           | Green Mars | Emil Sârbulescu                                                                                             | 2014               | reeditare                                                                          |
| Vladimir Colin                                      | Babel                                                                 | - | - | 2014               |                                                                                    |
| Eoin Colfer                                         | Și încă ceva...                                                       | And Another Thing... | Bogdan Marchidanu                                                                                           | 2014               |                                                                                    |
| Dan Simmons                                         | HMS Terror                                                            | The Terror | Ruxandra Toma                                                                                               | 2014               |                                                                                    |
| Stanislaw Lem                                       | Catârul                                                               | Katar | Mihai Mitu                                                                                                  | 2014               | reeditare                                                                          |
| Alastair Reynolds                                   | Amintirea albastră a Pământului                                       | Blue Remembered Earth | Mihnea Columbeanu                                                                                           | 2014               |                                                                                    |
| Philip K. Dick                                      | Cele trei stigmate ale lui Palmer Eldritch                            | The Three Stigmata of Palmer Eldritch | Mircea Ștefancu                                                                                             | 2014               | reeditare                                                                          |
| Steven Erikson                                      | Porțile casei morților                                                | Deadhouse Gates | Gabriel Stoian                                                                                              | 2014               |                                                                                    |
| Adrian Rogoz                                        | Prețul secant al genunii                                              | - | - | 2014               |                                                                                    |
| Philip K. Dick                                      | Substanța M                                                           | A Scanner Darkly | Ana-Veronica Mircea                                                                                         | 2014               | reeditare                                                                          |
| Ursula K. Le Guin                                   | Mâna stângă a întunericului                                           | The Left Hand of Darkness | Mihai-Dan Pavelescu                                                                                         | 2014               | reeditare                                                                          |
| Orson Scott Card                                    | Umbra Uriașului                                                       | Shadow of the Giant | Roxana Brînceanu                                                                                            | 2014               | reeditare                                                                          |
| Robin Hobb                                          | Misiunea Bufonului                                                    | Fool's Errand | Antuza Genescu                                                                                              | 2014               |                                                                                    |
| Oscar Lemnaru                                       | Omul și umbra                                                         | - | - | 2014               |                                                                                    |
| Dănuț Ungureanu, Marian Truță                       | Vegetal                                                               | - | - | 2014               |                                                                                    |
| Dănuț Ungureanu, Marian Truță                       | Mineral                                                               | - | - | 2015               | [ 8 ]                                                                              |
| N. K. Jemisin                                       | Luna ucigașă                                                          | The Killing Moon | Silviu Genescu                                                                                              | 2015               |                                                                                    |
| Hannu Rajaniemi                                     | Hoțul cuantic                                                         | The Quantum Thief | Mihai-Dan Pavelescu                                                                                         | 2015               |                                                                                    |
| N. K. Jemisin                                       | Soarele umbrit                                                        | The Shadowed Sun | Monica Șerban                                                                                               | 2015               |                                                                                    |
| Ion Hobana                                          | Un fel de spațiu                                                      | - | - | 2015               | [ 9 ]                                                                              |
| Ursula K. Le Guin                                   | Orașul iluziilor                                                      | Worlds of Exile and Illusion | Mihai-Dan Pavelescu                                                                                         | 2015, 13 octombrie | conține Lumea lui Rocannon, Planeta exilului și Orașul iluziilor                   |
| Andrzej Sapkowski                                   | Ultima dorință                                                        | Ostatnie życzenie | Mihaela Fiscutean                                                                                           | 2015               |                                                                                    |
| Terry Pratchett, Stephen Baxter                     | Pământul Lung                                                         | 1 - The Long Earth | Alina Bilciurescu                                                                                           | 2016               | [ 10 ]                                                                             |
| Andrzej Sapkowski                                   | Sabia destinului                                                      | Miecz przeznaczenia | Mihaela Fiscutean                                                                                           | 2016               |                                                                                    |
| Hannu Rajaniemi                                     | Prințul fractal                                                       | The Fractal Prince | Mihai-Dan Pavelescu                                                                                         | 2016-03-10         |                                                                                    |
| Cixin Liu                                           | Problema celor trei corpuri                                           | The three body problem | Nina Iordache                                                                                               | 2017, 24 noiembrie | ISBN 978-606-43-0083-6                                                             |
| Andrzej Sapkowski                                   | Sângele elfilor                                                       | Krew elfów | Mihaela Fiscutean, Janowska-Lascăr Radoslawa                                                                | 2017-09-25         |                                                                                    |
| Andrzej Sapkowski                                   | Vremea disprețului                                                    | Czas pogardy | Mihaela Fiscutean                                                                                           | 2018-04-26         | ISBN 978-606-43-0228-1                                                             |
| Hannu Rajaniemi                                     | Îngerul cauzalității                                                  | The Causal Angel | Mihai-Dan Pavelescu                                                                                         | 2017-10-24         |                                                                                    |

## Ediții cartonate
În paralel cu seria broșată, în Colecția Nautilus au fost publicate începând cu anul 2008 și volume cartonate, care au inclus cărți netraduse anterior în limba română, cărți apărute anterior la alte edituri (cum este cazul cărților lui Arthur C. Clarke), sau reeditări ale unor cărți apărute anterior în colecție (seria Cântec de gheață și foc sau volumele lui Philip K. Dick și Frank Herbert).
| Autor(i)                          | Titlu                                                                    | Titlu original                                                      | Traducător(i)                                                             | Data apariției | Note / Ref. |
| --------------------------------- | ------------------------------------------------------------------------ | ------------------------------------------------------------------- | ------------------------------------------------------------------------- | -------------- | ----------- |
| Neil Gaiman                       | Cartea cimitirului                                                       | The Graveyard Book                                                  | Liviu Radu                                                                | 2008           |             |
| Arthur C. Clarke                  | 2001: Odiseea spațială                                                   | 2001: A Space Odyssey                                               | Adrian Șerban Dobrin                                                      | 2010           |             |
| Arthur C. Clarke                  | 2010: A doua odisee                                                      | 2010: Odyssey Two                                                   | Cornelia Bucur                                                            | 2010           |             |
| Arthur C. Clarke și Frederik Pohl | Ultima teoremă                                                           | The Last Theorem                                                    | Roxana Brînceanu                                                          | 2010           |             |
| Arthur C. Clarke                  | 2061: A treia odisee                                                     | 2061: Odyssey Three                                                 | Radu Săndulescu                                                           | 2011           |             |
| Arthur C. Clarke                  | 3001: Odiseea finală                                                     | 3001: The Final Odyssey                                             | Vlad Constantin                                                           | 2011           |             |
| George R. R. Martin               | Urzeala tronurilor                                                       | A Game of Thrones                                                   | Ailviu Genescu                                                            | 2011           | reeditare   |
| George R. R. Martin               | Încleștarea regilor                                                      | A Clash of Kings                                                    | Laura Bocancios                                                           | 2011           | reeditare   |
| George R. R. Martin               | Iureșul săbiilor                                                         | A Storm of Swords                                                   | Laura Bocancios                                                           | 2011           | reeditare   |
| George R. R. Martin               | Festinul ciorilor                                                        | A Feast of Crows                                                    | Silviu Genescu și Laura Bocancios                                         | 2011           |             |
| Philip K. Dick                    | Timpul dezarticulat                                                      | Time Out of Joint                                                   | Mihail Moroiu                                                             | 2012           | reeditare   |
| George R. R. Martin               | Dansul dragonilor                                                        | A Dance With Dragons                                                | Silviu Genescu, Mihai-Dan Pavelescu, Laura Bocancios, Ana-Veronica Mircea | 2012           |             |
| Philip K. Dick                    | Ubik                                                                     | Ubik                                                                | Ștefan Ghidoveanu                                                         | 2012           | reeditare   |
| Frank Herbert                     | Dune                                                                     | Dune                                                                | Ion Doru Brana                                                            | 2012           | reeditare   |
| Frank Herbert                     | Mântuitorul Dunei                                                        | Dune Messiah                                                        | Ion Doru Brana                                                            | 2012           | reeditare   |
| Frank Herbert                     | Copiii Dunei                                                             | Children of Dune                                                    | Ion Doru Brana                                                            | 2012           | reeditare   |
| Arthur C. Clarke                  | Sfârșitul copilăriei                                                     | Childhood's End                                                     | Cristiana Vișan                                                           | 2012           |             |
| Philip K. Dick                    | Furnica electrică                                                        | The Minority Report                                                 | Ion Doru Brana                                                            | 2012           | reeditare   |
| Arthur C. Clarke                  | Rendez-vous cu Rama                                                      | Rendezvous With Rama                                                | Mihai-Dan Pavelescu                                                       | 2012           |             |
| Frank Herbert                     | Împăratul-zeu al Dunei                                                   | God Emperor of Dune                                                 | Ion Doru Brana                                                            | 2012           | reeditare   |
| Frank Herbert                     | Ereticii Dunei                                                           | Heretics of Dune                                                    | Ion Doru Brana                                                            | 2012           | reeditare   |
| Frank Herbert                     | Canonicatul Dunei                                                        | Chapterhouse: Dune                                                  | Ion Doru Brana                                                            | 2012           | reeditare   |
| Orson Scott Card                  | Jocul lui Ender                                                          | Ender's Game                                                        | Mihai-Dan Pavelescu                                                       | 2012           | reeditare   |
| Orson Scott Card                  | Vorbitor în numele morților                                              | Speaker for the Dead                                                | Gabriel Stoian                                                            | 2012           | reeditare   |
| H. G. Wells                       | Mașina timpului (conține și Insula doctorului Moreau și Lumea eliberată) | The Time Machine / The Island of Doctor Moreau / The World Set Free | Mihu Dragomir, C. Vonghiyas, Alexandru Macovescu                          | 2012           |             |
| Orson Scott Card                  | Xenocid                                                                  | Xenocide                                                            | Constantin Dumitru Palcus                                                 | 2013           | reeditare   |
| Philip K. Dick                    | Omul din castelul înalt                                                  | The Man in the High Castle                                          | Mircea Ștefancu                                                           | 2013           | reeditare   |